# Маховский сельсовет (Могилёвский район)
Ма́ховский сельсовет (бел. Махо́ўскі сельсавет) — административно-территориальная единица Могилёвского района Могилёвской области Республики Беларусь. Административный центр — агрогородок Махово.

## История
Образован 20 августа 1924 года.

## Состав
Включает 13 населённых пунктов:
- Боброво — деревня
- Большая Дубровка — деревня
- Запрудье — деревня
- Костинка — деревня
- Латановка — деревня
- Липец — деревня
- Малая Дубровка — деревня
- Малый Осовец — деревня
- Махово — агрогородок
- Пустой Осовец — деревня
- Растополье — деревня
- Старая Милеевка — деревня
- Холмы — деревня